# Krusbärsaktinidia
Krusbärsaktinidia (Actinidia arguta) är en växtart i familjen aktinidiaväxter med naturlig utbredning i Kina, Korea och Japan.
Växten producerar frukter som liknar kiwi och kallas minikiwi.